# Nienburger Annalen
Die Nienburger Annalen (lateinisch Annales Nienburgenses) waren eine Chronik aus dem Kloster Nienburg in Nienburg an der Saale in lateinischer Sprache aus dem 12. Jahrhundert.

## Entstehung und Inhalt
Die Annalen wurden 1134 begonnen. Sie waren für die Zeit von mindestens 781 bis 1131 eine Kompilation (Zusammenstellung) aus anderen Chroniken, vor allem den Quedlinburger, Hildesheimer und Rosenfelder Annalen und weiteren Schriften. Für die folgenden Jahre enthielt sie eigene Angaben. Die Annalen endeten 1139.
Der Verfasser ist unbekannt. Auf Grund der Ähnlichkeit zur Gestaltung der Chronik des Annalista Saxo wird in jüngerer Zeit eine Entstehung im Kloster Berge unter Abt Arnold oder in dessen Umfeld vermutet. Sie müssten dann Berger Annalen genannt werden.

## Erhaltene Texte
Die Nienburger Annalen sind nicht erhalten. Ihre Inhalte sind in der Chronik des Annalista Saxo, der Magdeburger Bischofschronik und den Magdeburger Annalen erhalten. 